# Darryl Geurts
Darryl Julian Geurts (* 5. Juli 1994 in Stolberg) ist ein deutscher Fußballspieler, welcher auf der Position des Stürmers seit 2018 bei Vereinen der Regionalliga Nordost aktiv ist.

## Karriere
Geurts spielte in seiner Jugend für den FSV Union Fürstenwalde, Frankfurter FC Viktoria 91 und den FC Energie Cottbus. In der zweiten Mannschaft von Cottbus hatte er seine ersten Einsätze im Erwachsenenfußball. Weitere Stationen seiner Karriere waren Holstein Kiel und FSV Union Fürstenwalde. Mit Fürstenwalde feierte er 2015/16 die Oberligameisterschaft und den Aufstieg in die Regionalliga Nordost, zu welchem er mit 11 Toren in dieser Spielzeit seinen Beitrag geleistet hatte. In der ersten Regionalligasaison 2016/17 für den Verein aus Brandenburg war Geurts mit 12 Toren dessen erfolgreichster Torschütze.
Im Juni 2017 wechselte er zum Drittligisten SC Paderborn 07. Dort hatte er am 22. Juli 2017 im Spiel gegen den Halleschen FC seinen ersten Einsatz im Profifußball. Es folgten nur zwei weitere Saisoneinsätze, daraufhin wechselte Geurts zur Saison 2018/19 zum Regionalligisten FC Rot-Weiß Erfurt. Nach einem Jahr bei den Thüringern kehrte er 2019 zum FSV Union Fürstenwalde zurück.
In den folgenden beiden Spielzeiten 2019/20 sowie 2020/21 war er mit 11 bzw. 6 Toren wieder erfolgreichster Torschütze von Fürstenwalde. Außerdem konnte er in der Saison 2019/20 erstmals in der Geschichte des ostbrandenburgischen Fußballvereins den Brandenburgischen Landespokal gewinnen. Damit hatte sich der Verein für die 1. Runde im DFB-Pokal 2020/21 qualifiziert, in welcher Geurts bei der 1:4-Niederlage gegen den Bundesligisten VfL Wolfsburg den Treffer für den Regionalligisten erzielte.
Zur Spielzeit 2021/22 wechselte der Flügelstürmer zum Ligakonkurrenten und Hauptstadtverein BFC Dynamo.